# Amylostereum ferreum
Amylostereum ferreum är en svampart som först beskrevs av Berk. & M.A. Curtis, och fick sitt nu gällande namn av Boidin & Lanq. 1984. Amylostereum ferreum ingår i släktet Amylostereum och familjen Amylostereaceae.   Inga underarter finns listade i Catalogue of Life.